# Lithophane lilacina
Lithophane lilacina är en fjärilsart som beskrevs av Embrik Strand 1921. Lithophane lilacina ingår i släktet Lithophane och familjen nattflyn. Inga underarter finns listade i Catalogue of Life.